# Sericoptera bilineata
Sericoptera bilineata är en fjärilsart som beskrevs av W. Warren 1906. Sericoptera bilineata ingår i släktet Sericoptera och familjen mätare. Inga underarter finns listade i Catalogue of Life.